# Jean-Michel Mbono
Jean-Michel Mbono est un footballeur congolais né le 27 janvier 1946.

## Biographie
Mbono fut un avant centre prolifique de l'Étoile du Congo de Brazzaville et de l'équipe nationale du Congo. Il était surnommé « Le sorcier » pour son sens du but. 
Champion du Congo avec l'Étoile du Congo en 1968.
Vainqueur du tournoi de football des premiers jeux africains en 1965 à Brazzaville, il fut également l'un des grands artisans de la victoire congolaise à la Coupe d'Afrique des nations de football 1972 au Cameroun. Il inscrivit 2 buts en finale contre le Mali.